# Klewnuggit Inlet

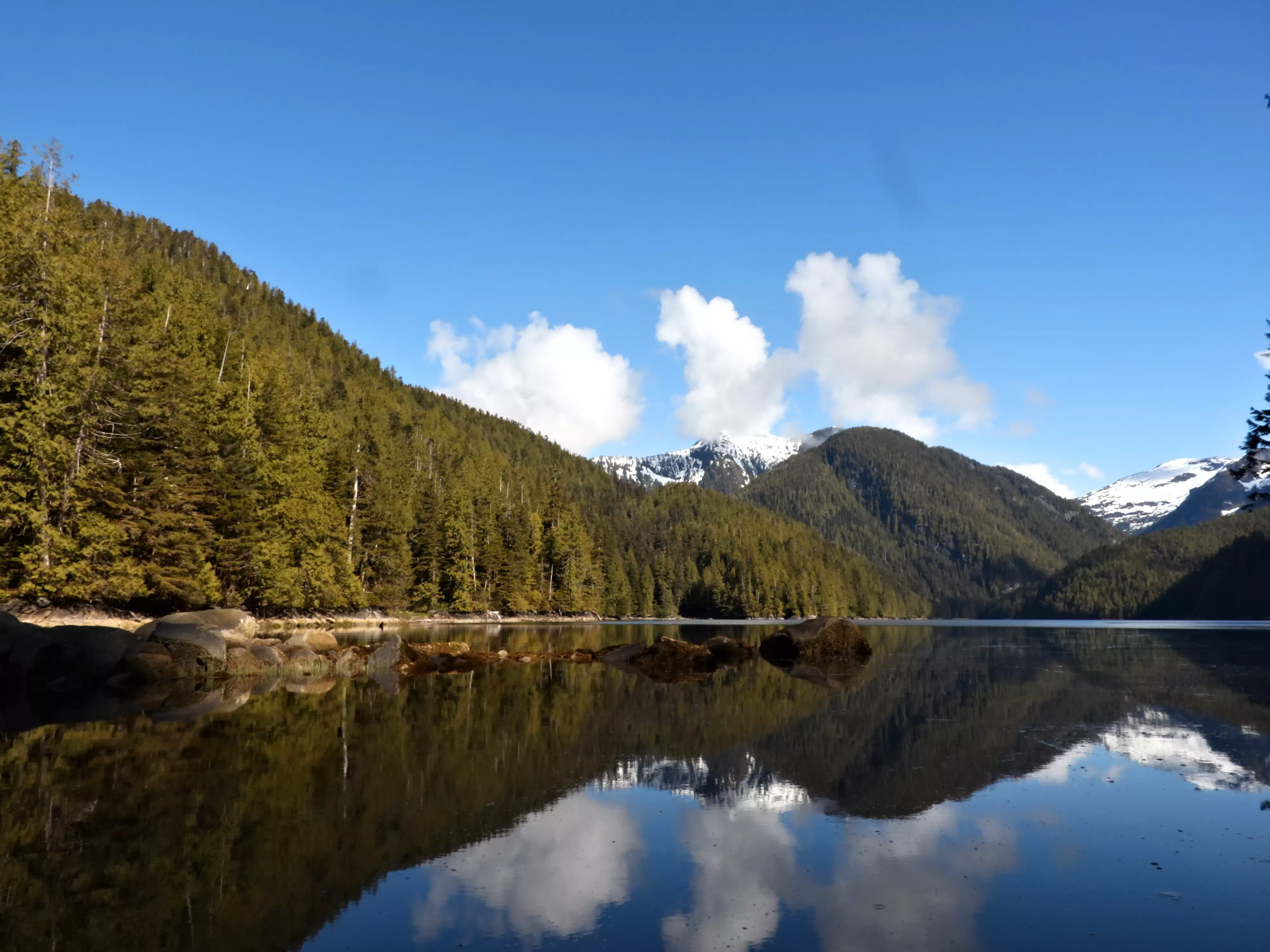
Klewnuggit Inlet

De Klewnuggit Inlet is een inham in het westen van Brits-Columbia in Canada.

## Geografie
De inham snijdt in op het vasteland van Canada en mondt in het zuiden uit in het Grenville Channel. Noordwest-zuidoost van de monding tot aan het zuidoostelijke uiteinde van de Exposed Inlet heeft het een lengte van ongeveer vijf kilometer, maar heeft daarnaast zelf ook nog enkele inhammen die vanuit het noorden op de hoofdtak uitkomen. De westelijke inham is de Ship Anchorage en heeft een lengte van ruim 2,5 kilometer. De middelste inham is de East Inlet en heeft een lengte van ruim vijf kilometer. De zuidoostelijke Exposed Inlet zelf is maar ongeveer anderhalve kilometer lang. Tussen de East Inlet en Exposed Inlet liggen twee meren, waarvan het noordoostelijke meer, Freda Lake via een beek na ongeveer 75 meter uitmondt in Brodie Lake, dat op haar beurt na 25 meter uitmondt in de Klewnuggit Inlet. Aan de monding is de inham ongeveer een kilometer breed, waarbij vlak voor de monding Harriot Island de toegang van de inham versmalt.
De East Inlet samen met de twee meren vormt samen met het omliggende land het Klewnuggit Inlet Marine Provincial Park. Het park werd opgericht op 14 juni 1993 en beslaat 1800 hectare, inclusief 1508 hectare hoogland.
Op ongeveer zeven kilometer naar het noordwesten ligt de Kxngeal Inlet en op ongeveer 20 kilometer naar het zuidoosten de Lowe Inlet.
Het waterlichaam ligt in de mariene ecoregio Noord-Amerikaans Pacifisch Fjordland.